# Äspölaboratoriet
Äspölaboratoriet er et delvist underjordisk bjerglaboratorium i nærheden af Oskarshamn kernekraftværk i Oskarshamns kommun i det sydøstlige Sverige.
Det er et forskningscenter for fremtidig geologisk deponering af brugt kernebrændsel, hvor en række forsøg udføres på dybder af 500 meter i grundfjeldet. Laboratoriet bliver brugt af både svenske og internationale eksperter. Anlægget opbevarer ikke brugt kernebrændsel, og laboratoriet er derfor åbent for offentligheden. Der er en udstilling på stedet med informationer og også guidede ture via en tunnel ned gennem grundfjeldet, der tager de besøgende så langt som 500 meter under jorden.